# Teyssode
Teyssode (okzitanisch: Teissòde) ist eine französische Gemeinde mit 382 Einwohnern (Stand: 1. Januar 2022) im Département Tarn in der Region Okzitanien. Die Gemeinde gehört zum Arrondissement Castres und zum Kanton Plaine de l’Agoût (bis 2015: Kanton Saint-Paul-Cap-de-Joux).

## Geografie
Teyssode liegt etwa 35 Kilometer östlich von Toulouse und etwa 20 Kilometer westnordwestlich von Castres am  Agout, der die Gemeinde im Norden begrenzt. Umgeben wird Teyssode von den Nachbargemeinden Viterbe im Norden, Damiatte im Nordosten, Saint-Paul-Cap-de-Joux im Osten, Prades im Südosten, Magrin im Süden, Pratviel im Westen und Südwesten, Massac-Séran im Westen und Nordwesten sowie Lavaur im Nordwesten.

## Bevölkerungsentwicklung
| Jahr                      | 1962 | 1968 | 1975 | 1982 | 1990 | 1999 | 2006 | 2013 |
| Einwohner                 | 365  | 442  | 373  | 359  | 330  | 338  | 345  | 394  |
| Quelle: Cassini und INSEE |      |      |      |      |      |      |      |      |

## Sehenswürdigkeiten

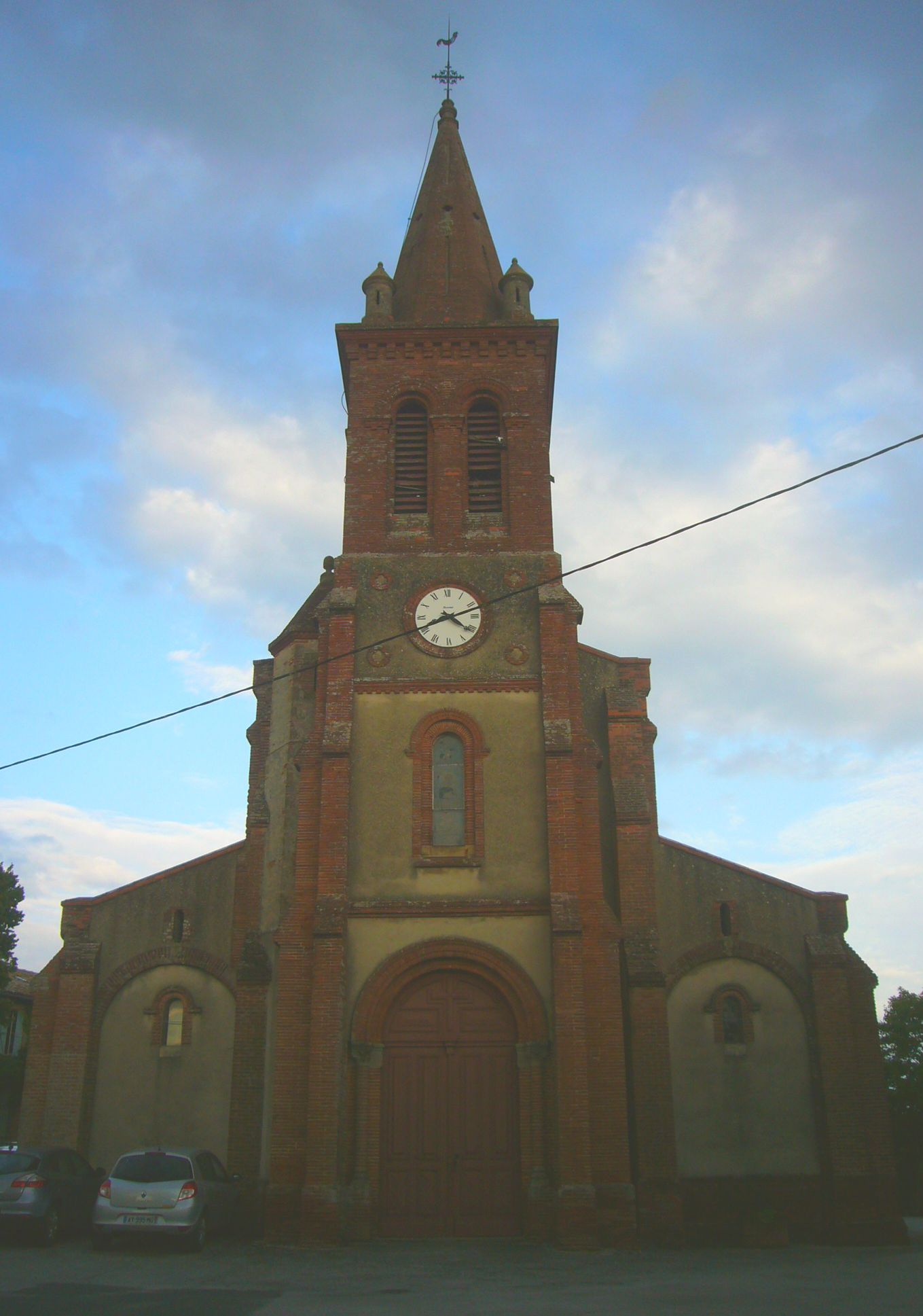
Kirche Saint-Pierre

- Reste eines römischen Oppidums
- Kirche Saint-Pierre
- Kirche Saint-Germier